# Oldenlandia affinis
Oldenlandia affinis là một loài thực vật có hoa trong họ Thiến thảo. Loài này được (Roem. & Schult.) DC. mô tả khoa học đầu tiên năm 1830.

## Hình ảnh

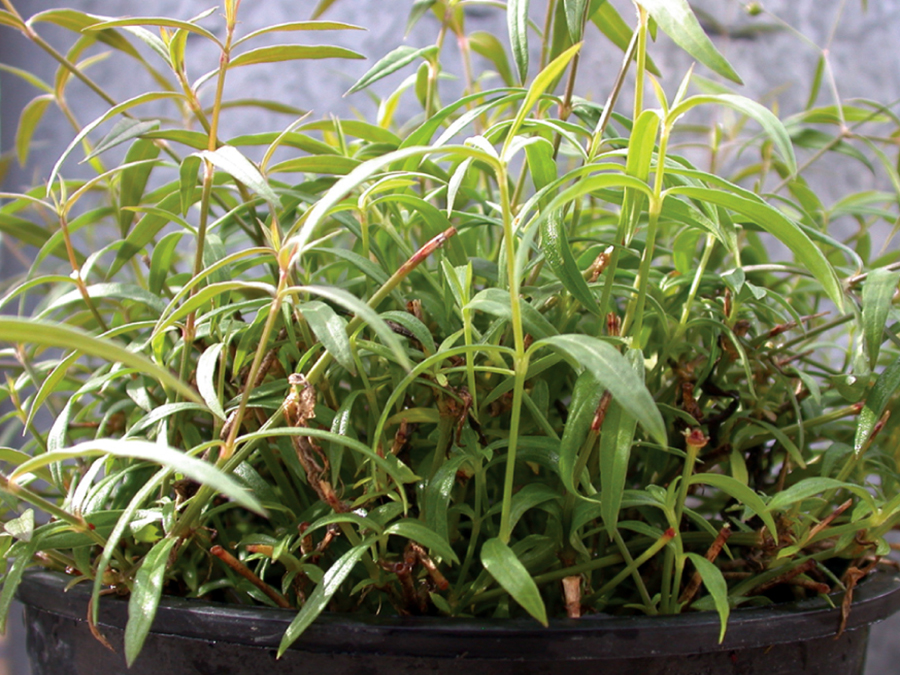